# Ctenus vespertilio
Ctenus vespertilio é uma espécie de aranha da família Ctenidae. O nome científico da espécie foi publicado pela primeira vez em 1941 por Cândido Firmino de Mello-Leitão. É encontrada na Colômbia.